# 박소현 (배우)
박소현(1971년 2월 11일 ~ )은 대한민국의 배우, 방송인이다.

## 생애
- 박소현은 서울특별시에서 1녀 1남 중 첫째로 태어났는데 본인(박소현)의 고등학교(선화예고) 2년 후배인 이아현의 친언니(이시현)와 고등학교[1] 동창이다.
- 1993년 SBS TV 《출발 서울의 아침》리포터로 활동하며 방송계에 입문하였고, KBS 2TV 드라마 《내일은 사랑》에서 발레를 포기하고 국문학과에 입학한 여대생 역을 맡으며 연기자로 데뷔하였다.
- 현재까지 오랫동안 SBS 파워FM 《박소현의 러브 게임》을 진행 중이다.[2]

## 일화
- 박소현은 원래 발레리나였다. 그런데 큰 부상을 당했고 치료와 병행하며 발레리나로 재기하려 했으나 끝내 무산되었다.
- 발레리나를 포기하려던 시기에 당시 DSP미디어 대표 이호연이 박소현에게 딱 5년 배우로 활동해 줄 것을 권유했고, 박소현은 진짜로 5년만 하고 그만 둘 생각이었지만 박소현의 평생 직업이 되었다.
- 박소현의 대리운전 2588-2588은 해외에서 컬트적인 인기를 끌어서 화제가 되기도 했다.

## 출연 작품
| - 2016년 SBS 《딴따라》 : 라디오 DJ 역 - 2015년 OCN 《실종느와르 M》 : 강주영 역 - 2014년 KBS1 《고양이는 있다》 : 한은숙 역 - 2012년 KBS2 《넝쿨째 굴러온 당신》 : 라디오 DJ 역 (특별출연) - 2010년 SBS Plus 《키스 앤 더 시티》 : 박소현 역 - 2009년 MBC 《트리플》 : 신교련 코치 역 - 2007년 KBS2 《착한여자 백일홍》 : 백일홍 역 - 2004년 MBC 《왕꽃 선녀님》 : 장시몽 역 - 2003년 KBS2 《장미 울타리》 : 강재경 역 - 2002년 SBS 《이 부부가 사는 법》 : 박미자 역 - 2000년 MBC 《가문의 영광》 - 2000년 SBS 《여자만세》 : 정난희 역 - 1998년 SBS 《옛사랑의 그림자》 - 1998년 KBS2 《맨발의 청춘》 - 1997년 SBS 《지평선 너머》 : 송영민 역 - 1996년 MBC 《가슴을 열어라》 : 유다영 역 - 1996년 SBS 《도시남녀》 : 하우영 역 - 1995년 SBS 《신비의 거울속으로》 : 주희 역 - 1994년 MBC 《종합병원》 : 김소영 역 - 1993년 KBS2 《내일은 사랑》 : 한혜빈 역 - 1991년 MBC 《행복어사전》 - 2012년 《원더풀 라디오》 : 본인 역 (특별출연) - 2010년 《페스티발》 : 예쁜 언니 역 (특별출연) - 2003년 《화성으로 간 사나이》 : 선미 역 - 2024년-2025년 tvN STORY 《이젠 사랑할 수 있을까》 - 2016년 MBC Every1 《비디오스타》 - 2011년 MBC 《우리 결혼했어요》 - 2009년 SBS 《일요일이 좋다》〈골드미스가 간다〉 - 2008년 채널 동아 《박소현의 시크릿 가든》 - 1998년 - 2024년 SBS 《순간 포착 세상에 이런 일이》 - 2005년 MBC 《공감 특별한 세상》 - 2002년 MBC 《토요일엔 떠나볼까》 - 2002년 SBS 《토요 스타 클럽》 - 1998년 SBS 《순간포착 세상에 이런일이》 - 1998년-2002년 SBS 《호기심 천국》 - 1996년-1997년 SBS 《충전 100%쇼》 - 2000년 KMTV 《쇼 뮤직탱크》 - 2000년 KBS2 《접속 해피 타임》 - 1999년 ~ 2007년, 2008년 ~ SBS 파워FM 〈박소현의 러브 게임〉 - 1994년 ~ 1997년 MBC FM4U〈박소현의 FM 데이트〉 |

### 광고
- 오리온 썬칩
- 해태htb 봉봉 (신은경, 전도연, 오연수와 함께 출연)
- 에이스침대
- 코오롱모드 벨라
- 애경산업 포인트 녹차 크린싱
- 푸른화장품 소르비티 에센스
- 동산씨앤지 오이 비누
- 한국양봉협회 우리 벌꿀
- 원샷보카 깜빡이 영어
- 크린토피아
- 현대자동차 시보
- 한국가스안전공사 가스 안전 캠페인
- 아리랑콜서비스
- 난닝고 닷컴
- 2588 대리운전

### 기타
- 1994년 《MBC 창작동요제》 (제12회)
- 1995년 《MBC 창작동요제》 (제13회)

## 수상내역
- 1987년 동아무용콩쿠르 학생부 은상
- 2004년 SBS 연기대상 라디오부문 특별상
- 2007년 SBS 연예대상 TV 스타상 진행자 부문
- 2009년 제10회 대한민국영상대전 예능MC부문 포토제닉상
- 2010년 푸른미디어상 언어상
- 2011년 더 보이스 오브 SBS상
- 2011년 SBS 연예대상 라디오DJ상
- 2011년 MBC 방송연예대상 쇼·버라이어티부문 여자 우수상
- 2016년 SBS 연예대상 라디오DJ상
- 2019년 방송통신위원회 방송대상 공로상
- 2020년 브랜드 고객충성도 대상 라디오 DJ부문
- 2022년 브랜드 고객충성도 대상 라디오 DJ부문